# Heteroconger luteolus
Heteroconger luteolus är en fiskart som beskrevs av Smith, 1989. Heteroconger luteolus ingår i släktet Heteroconger och familjen havsålar. Inga underarter finns listade i Catalogue of Life.